# Universidade Estadual do Amapá
A Universidade do Estado do Amapá (UEAP), é uma Instituição de ensino superior pública, com sede em Macapá, no Estado do Amapá. Foi fundada em 31 de maio de 2006.

## História
A UEAP foi criada através da Lei nº. 0969, de 31 de março de 2006, que autorizou a sua criação, e Lei nº. 0996, de 31 de maio de 2006, que a institui.

## Organização

### Reitores
| Reitor (a) | Reitor (a)                  | Gestão              | Ref.  |
| ---------- | --------------------------- | ------------------- | ----- |
| 1          | Maria Lúcia Teixeira Borges | 2011 — 2014         | [ 3 ] |
| 2          | Perseu da Silva Aparício    | 2014 — 2018         | [ 4 ] |
| 3          | Kátia Paulino dos Santos    | 2018 — em exercício | [ 5 ] |

## Ingresso
O ensino na UEAP é regimentalmente público e gratuito. O ingresso à graduação é aberto a qualquer pessoa que tenha concluído o Ensino Médio e a prova de admissão dá-se através de concurso público, o vestibular do Exame Nacional de Ensino Médio. Também é possível o ingresso de candidatos oriundos de outras instituições ou portadores de diploma de curso superior.

## Campi e cursos
A UEAP oferece seus cursos de graduação nos municípios de Macapá e Amapá.
No campus de Macapá, há os cursos de Tecnologia em Design, Licenciatura em Filosofia, Licenciatura em Matemática, Licenciatura em Música, Licenciatura em Pedagogia, Licenciatura em Letras (Francês, Inglês, Espanhol), Licenciatura em Química, Licenciatura em Ciências Naturais, Engenharia de Produção, Engenharia Florestal, Engenharia de Pesca, Engenharia Química, Engenharia Ambiental e Bacharelado em Direito.
No campus do município do Amapá, temos os cursos de Engenharia Agronômica e Licenciatura em Matemática.